# 马尔康糙果芹
马尔康糙果芹（学名：Trachyspermum triradiatum）是伞形科蔓芹属的植物，是中国的特有植物。分布于中国大陆的四川等地，生长于海拔2,530米至3,100米的地区，常生于山坡路旁，目前尚未由人工引种栽培。模式标本采自四川马尔康卓克基。